# 圣保禄广场 (巴黎)

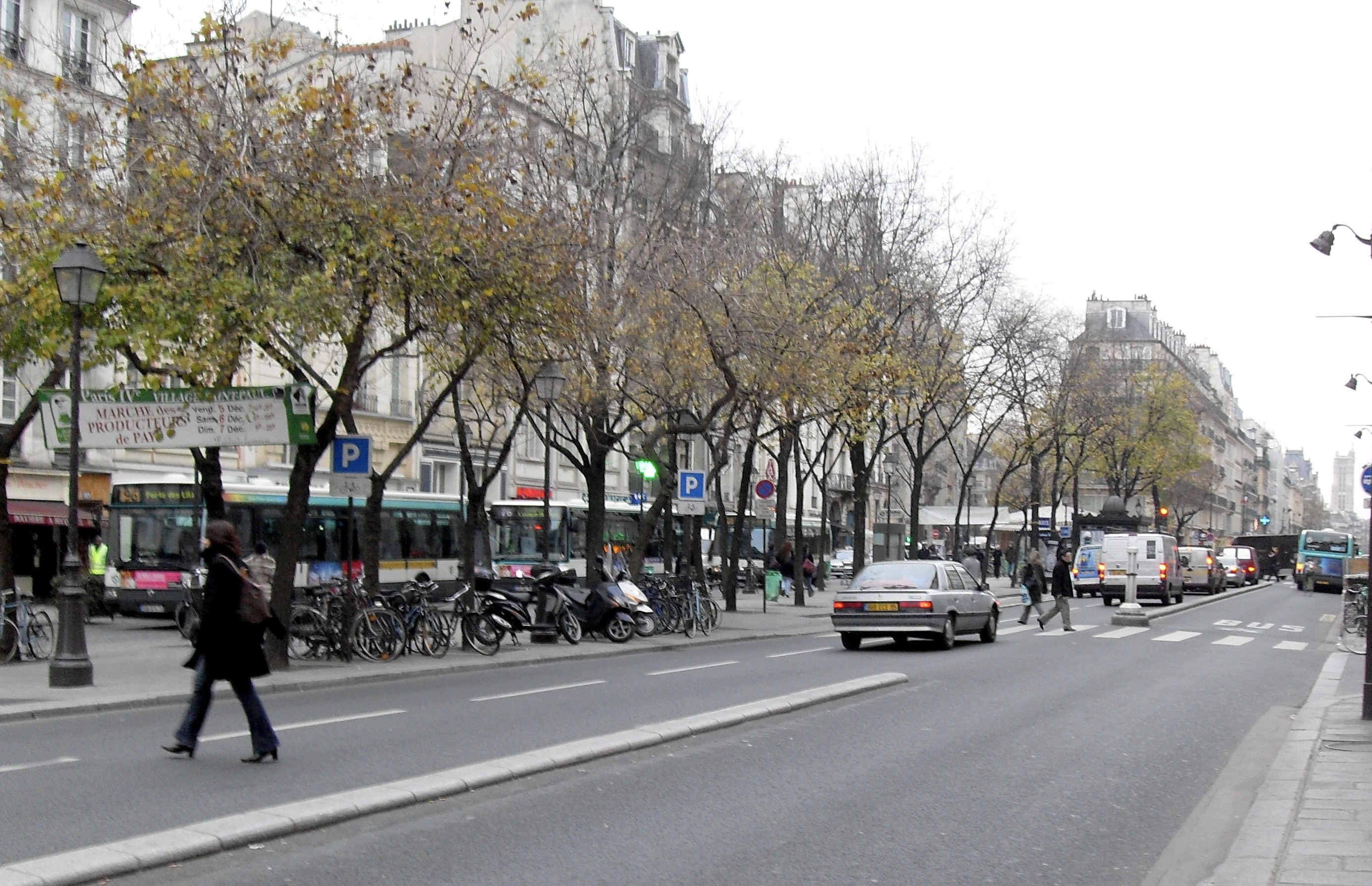

圣保禄广场（Place Saint-Paul）是巴黎第四区的一个广场。圣安托万路（rue Saint-Antoine）、里窝利路（rue de Rivoli）与圣保禄路（Rue Saint-Paul）等道路交汇于此。

## 交通
附近的  地铁站是圣保罗站（Saint-Paul）。

## 名称
广场得名于圣保禄圣路易教堂（église Saint-Paul-Saint-Louis）。

## 历史

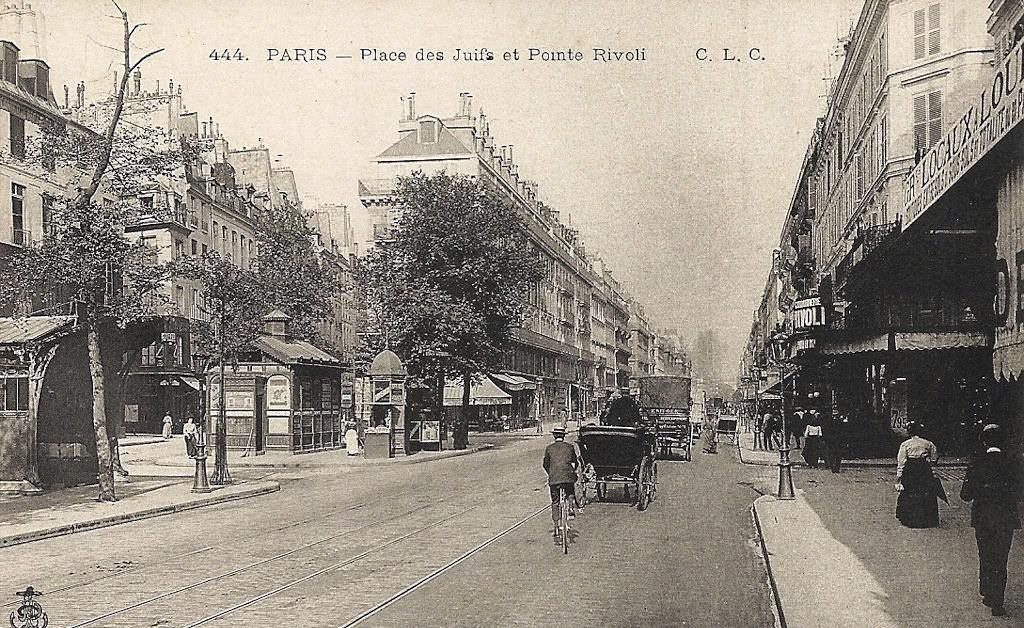